# Tenue de l'Olympique de Marseille
Le maillot de l'Olympique de Marseille est blanc à domicile. Le short et les chaussettes sont noirs jusqu'au début des années 1920. Ces couleurs sont remplacées par un short blanc et chaussettes bleues jusqu'en 1986 puis à partir de cette date, les trois composantes de la tenue sont blanches jusqu'en 2018/2019 et le retour des chaussettes bleues qui n'étaient revenues jusque là que sporadiquement.

## Couleurs
Le club phocéen arbore un maillot blanc à domicile. D'une manière générale, l'OM joue jusqu'en 1986 avec un haut blanc, un short blanc et des bas bleus puis à partir de la saison 1986-1987, les trois composantes de la tenue sont généralement blanches. En 2018, la tenue domicile voit le retour des chaussettes bleues, réapparues épisodiquement depuis 1986.
La couleur originelle du col du maillot est le blanc, hormis en 1936-1937 où il est bleu. Ce phénomène ne se reproduit qu'en 1968-1969 et dès lors, le col du maillot n'est plus obligatoirement blanc à travers les saisons. Il a pu être ponctuellement tricolore en 1971-1972 à la suite du titre de champion de France ou orange lors de la saison 2012-2013.
En 1971-1972, l'OM joue exceptionnellement avec un maillot visiteur rouge, un short blanc et des bas bleus, soit exactement les mêmes couleurs que le Paris Saint-Germain naissant.
La fin des années 1980 coïncide avec plusieurs changements. Le principal réside en 1986-1987 dans la modification de couleur des chaussettes qui deviennent blanches au lieu de bleu,. Entre 1985 et 1991, les manches blanches sont généralement coupées par une ou deux bandes bleues. En 1989-1990, le bleu à tendance sombre jusqu'alors est éclairci et il tend vers du bleu ciel année après année. L'entreprise d'éclaircissement et son utilisation sont particulièrement visibles depuis la saison 1996-1997. Les saisons 1986-1987 ou 1995-1996 peuvent voir l'OM arborer une tenue domicile composée d'un maillot et de chaussettes blanches et d'un short bleu,. Lors des saisons 1996-1997 et 1997-1998, le maillot blanc est coupé par une bande horizontale bleue faisant référence au maillot 1988-1989 où l'équipe réalise un doublé Coupe-Championnat.
Jusqu'au milieu des années 1990, les clubs de football ont deux jeux de maillot; le maillot extérieur étant généralement le négatif du domicile. À titre d'exemple pour l'OM, le maillot domicile 1989-1990 est blanc uni avec les manches rayées de bleu et le maillot extérieur est bleu uni avec les manches rayées de blanc. Avec l'introduction croissante du marketing à partir de cette période, les clubs passent à trois jeux de maillot et le troisième maillot est communément appelé maillot third. Par exemple, le maillot Europe 1998-1999 de l'OM est de couleur dorée pour célébrer le centenaire du club.

Armoiries de Marseille.

En plus de la généralisation d'une troisième tenue, une autre conséquence du marketing concerne le design des maillots. Un exemple de stylisation des maillots marseillais est l'apparition de parements reprenant les symboles des armoiries de la ville. Par exemple, la croix bleue est présente sur les maillots domicile 2000-2001, 2004-2005, 2005-2006 et 2006-2007 ainsi que sur le maillot third 2014-2015. Concernant la modification permanente du design des maillots, cela se concrétise à l'OM par exemple avec un maillot extérieur 2008-2009 avec des motifs jacquard, un maillot extérieur 2009-2010 avec des motifs en zigzag et un maillot extérieur 2010-2011 avec un motif en quadrillage. Ces couleurs et motifs singuliers peuvent se révéler être des succès commerciaux comme en 2007-2008 où l'OM se met au orange pour la Coupe d'Europe et le club enregistre un record absolu de ventes de maillots avec 365 000 unités vendues.

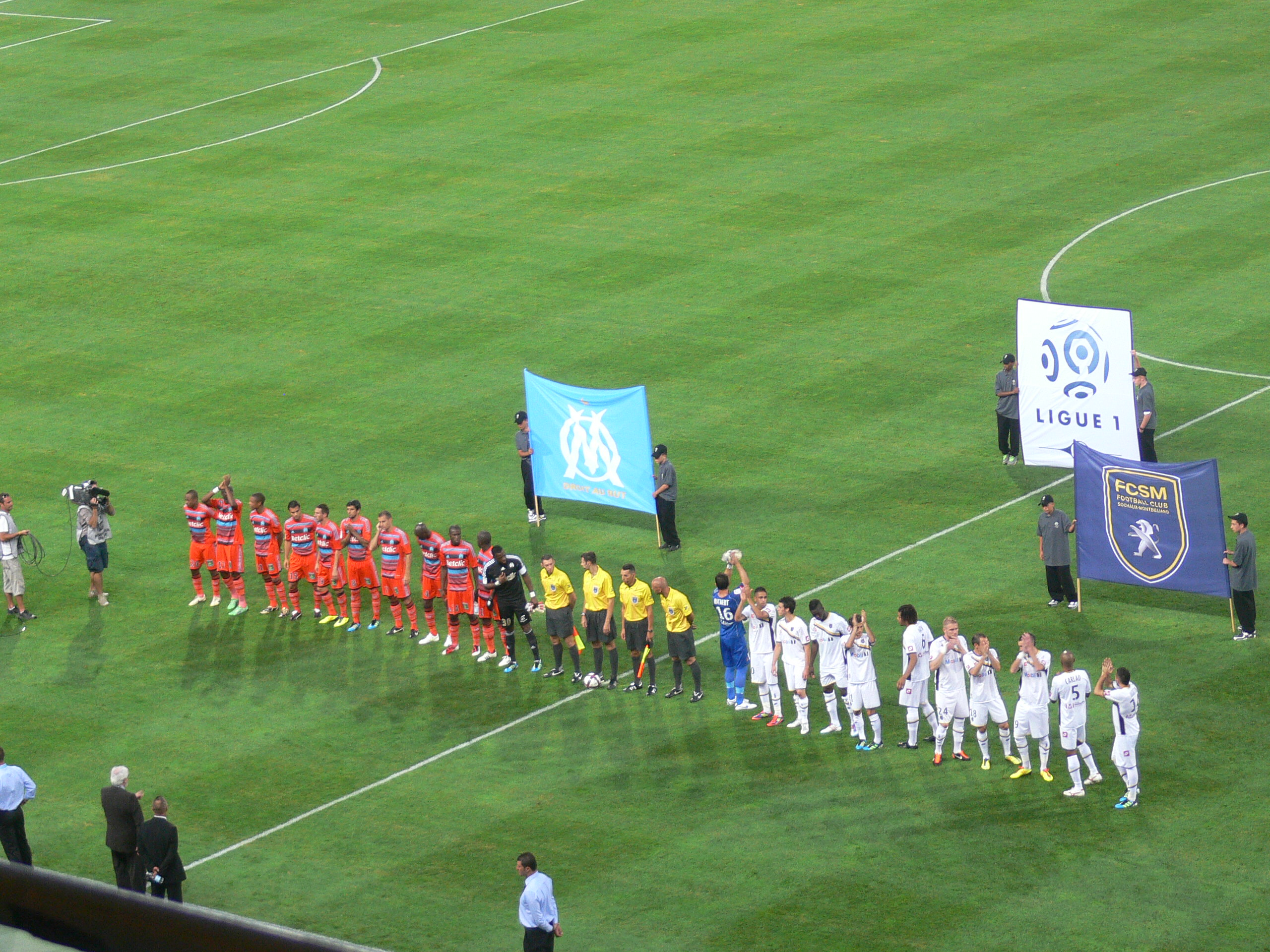
L'OM porte exceptionnellement une tenue orange contre le FC Sochaux-Montbéliard le 6 août 2011.

D'une manière générale, le marketing respecte les couleurs et motifs historiques des maillots domicile et extérieur des clubs de football mais il provoque plus de controverses sur le maillot third. La plus grande polémique est l'utilisation de maillots Europe de couleur orange, sable ou noir sur la période 2007-2013. Ces maillots étant la tenue prioritaire dans les compétitions européennes, l'OM n'y affiche plus ses couleurs blanches traditionnelles qu'en cas de conflits de couleur. En décembre 2012, le Président de l'OM, Vincent Labrune annonce que le club jouera désormais ses matchs à domicile en blanc, en championnat comme en coupe d'Europe.
En 2012-2013, la tenue domicile est l'exemple même de la cohabitation entre tradition et marketing puisque les chaussettes redeviennent bleues et dans le même temps le col du maillot est orange. La saison 2014-2015 présente la même caractéristique avec le retour du bleu traditionnel d'avant 1990 sur les parements du maillot domicile et dans le même temps, le maillot extérieur est de couleur grise, au lieu d'être de couleur bleue, ce qui est une première dans l'histoire du club.
Lors de la saison 2018/2019, pour l'arrivée de Puma comme nouvel équipementier, l'Olympique de Marseille annonce le retour des chaussettes bleues historiques sur la tenue domicile du club.

## Équipementiers et sponsors

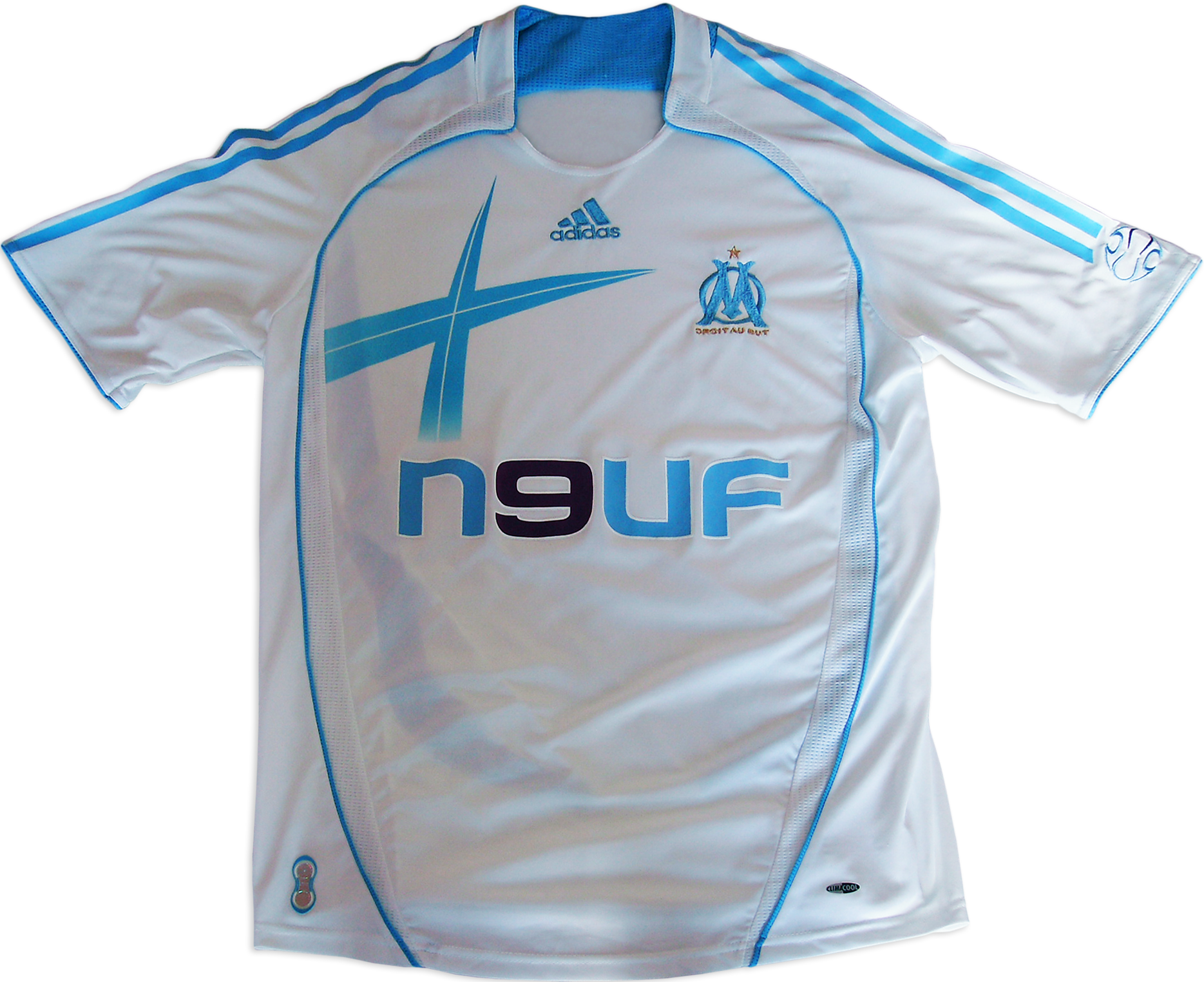
Sponsor Neuf sur le maillot domicile de la saison 2006-2007.

C’est en 1969 que le premier équipementier de l’OM apparaît pour la première fois sur les maillots portés par les joueurs marseillais. Il s’agit de l’équipementier français Le coq sportif. Il demeurera l’équipementier officiel du club jusqu’en 1974, année durant laquelle l’allemand Adidas signe avec l’OM. Ce dernier fournit le club de 1974 jusqu'en 2018,, avec cependant une interruption de 1994 à 1996, à la suite de l'affaire VA-OM. Reebok (de 1994 à 1995) puis le japonais Mizuno fournissent les équipements des Marseillais durant cette période. À compter du 1er juillet 2018, la marque allemande Puma sera pour une durée de 5 ans le nouvel équipementier du club pour un montant annuel de près de 15 millions d’euros par an, hors primes de résultats.
En ce qui concerne le sponsor maillot, aucun sponsor maillot n’était inscrit sur le maillot des joueurs de l’Olympique de Marseille jusqu’en 1969. C'est Valenciennes, le premier club français à arborer un sponsor en décembre 1968 contre le Red Star, avec le sponsor Vittel sur le maillot. Pour l'OM, c’est But !, un journal sportif appartenant à Marcel Leclerc alors président du club, qui devient le premier sponsor maillot en 1969-1970, et ce jusqu'en 1972. La saison suivante, Marcel Leclerc est contraint de démissionner, exit But !, le club provençal arbore alors le sponsor maillot Le Toro. De 1973 jusqu’en 1976, c’est Michel Axel qui est chargé de fournir le club marseillais suivi de Centre Barneoud. De 1977 à 1980, c’est Mas d’Auge qui apparaît sur le devant de la tunique marseillaise. En 1980-1981, c’est Zoo de Marseille qui devient le sponsor maillot pour une saison tout comme Faure et Euromarché. De 1983 à 1986 c’est la radio RMC qui est présente sur les maillots de l'OM. Maison Bouygues sera durant deux saisons le sponsor maillot. Ensuite, de 1988 à 1989 c'est Alain Afflelou. Panasonic est présent sur les maillots des olympiens durant la période de gloire de l'OM entre 1989 et 1992. De 1992 à 1995, les maillots de l'OM sont sponsorisés par Eurest, RMC et Maison Bouygues. Par la suite, Speedy devient sponsor maillot en alternance avec Parmalat durant une saison. Avec l’avènement du nouveau propriétaire Robert Louis-Dreyfus en 1997, c’est l’entreprise Ericsson qui devient sponsor maillot principal et succède à Parmalat de 1997 à 2001 avant de céder sa place à Khalifa Airways, autre entreprise dans le giron du groupe Louis-Dreyfus. De 2003 à 2008, le groupe de téléphonie Neuf est sponsor maillot de l'OM. Entre 2008 et 2010, c'est Direct Énergie qui sponsorise l'OM en étant sponsor maillot avant d'être remplacé par Betclic entre 2010 et 2012, de 2013 à 2016 Intersport sera sponsor maillot.
Le 14 octobre 2017, Orange devient sponsor maillot du club pour deux saisons, soit jusqu'en 2019.
Le 1er juillet 2019, le club annonce un nouveau sponsor maillot avec Uber Eats pour une durée de trois saisons.
Pour la saison 2022-2023, c'est Cazoo qui sera le nouveau sponsor du club, pour une saison uniquement à la suite de difficultés financières.
Le 10 novembre 2022, l'OM annonce que le Groupe CMA-CGM sera le nouveau principal sponsor maillot pour une durée de deux saisons, à compter de la saison 2023-2024.
Lors des joutes européennes, le sponsor affiché a pu être différent de celui en championnat. Le premier à apparaître est Europe 1 en 1987-1988 puis ont suivi : France Loto (1989-1990), Maison Bouygues (1992-1993), le conseil général des Bouches-du-Rhône (1994-1995), Indesit (2003-2004) ou encore Internity (2006-2007). Il est à noter que Panasonic et Maison Bouygues sont visibles durant les campagnes 1990-1991 et 1992-1993 mais que les finales 1991 et 1993 se jouent avec des maillots vierges.

## Galerie

### Tenue n°1
| 1992-93 | 1996-98 | 1998-99 | 1999-2000 | 2000-01 | 2001-02 | 2002-03 | 2003-04 | 2004-05 | 2005-06 |

| 2006-07 | 2007-08 | 2008-09 | 2009-10 | 2010-11 | 2011-12 | 2012-13 | 2013-14 | 2014-15 | 2015-16 |

| 2016-17 | 2017-18 | 2018-19 | 2019-20 | 2020-21 | 2021-22 | 2022-23 | 2023-24 | 2024-25 |

### Tenue de rechange
| 1992-93 | 1996-98 | 1998-99 | 1999-2000 | 2000-01 | 2001-02 | 2002-03 | 2003-04 | 2004-05 | 2005-06 |

| 2006-07 | 2007-08 | 2008-09 | 2009-10 | 2010-11 | 2011-12 | 2012-13 | 2013-14 | 2014-15 | 2015-16 |

| 2016-17 | 2017-18 | 2018-19 | 2019-20 | 2020-21 | 2021-22 | 2022-23 | 2023-24 | 2024-25 |

### TenueThird
| 1997-98 | 1998-99 | 1999-2000 | 2000-01 | 2001-03 | 2003-04 | 2004-05 | 2005-06 | 2006-07 | 2007-08 |

| 2008-09 | 2009-10 | 2010-11 | 2011-12 | 2012-13 | 2013-14 | 2014-15 | 2015-16 | 2016-17 | 2017-18 |

| 2018-19 | 2019-20 | 2020-21 | 2021-22 | 2022-23 | 2023-24 |